# SN 2007su
SN 2007su – supernowa typu Ia odkryta 19 grudnia 2007 roku w galaktyce A221908+1310. W momencie odkrycia miała maksymalną jasność 17,10m.